# Kirnberg an der Mank
Kirnberg an der Mank è un comune austriaco di 1 063 abitanti nel distretto di Melk, in Bassa Austria.